# Slatina (Šmartno ob Paki)
Slatina is een plaats in Slovenië en maakt deel uit van de gemeente Šmartno ob Paki in de NUTS-3-regio Savinjska. De plaats telde 283 inwoners op 1 januari 2020.